# Pioner (Kushchóvskaya, Krasnodar)
Pioner (del ruso: Пионер) es un jútor del raión de Kushchóvskaya del krai de Krasnodar, en Rusia. Está situado en la orilla derecha del río Yeya, 14 km al noroeste de Kushchóvskaya y 178 km al norte de Krasnodar, la capital del krai. Tenía 66 habitantes en 2010
Pertenece al municipio Shkurinskoye.